# Echinocactus

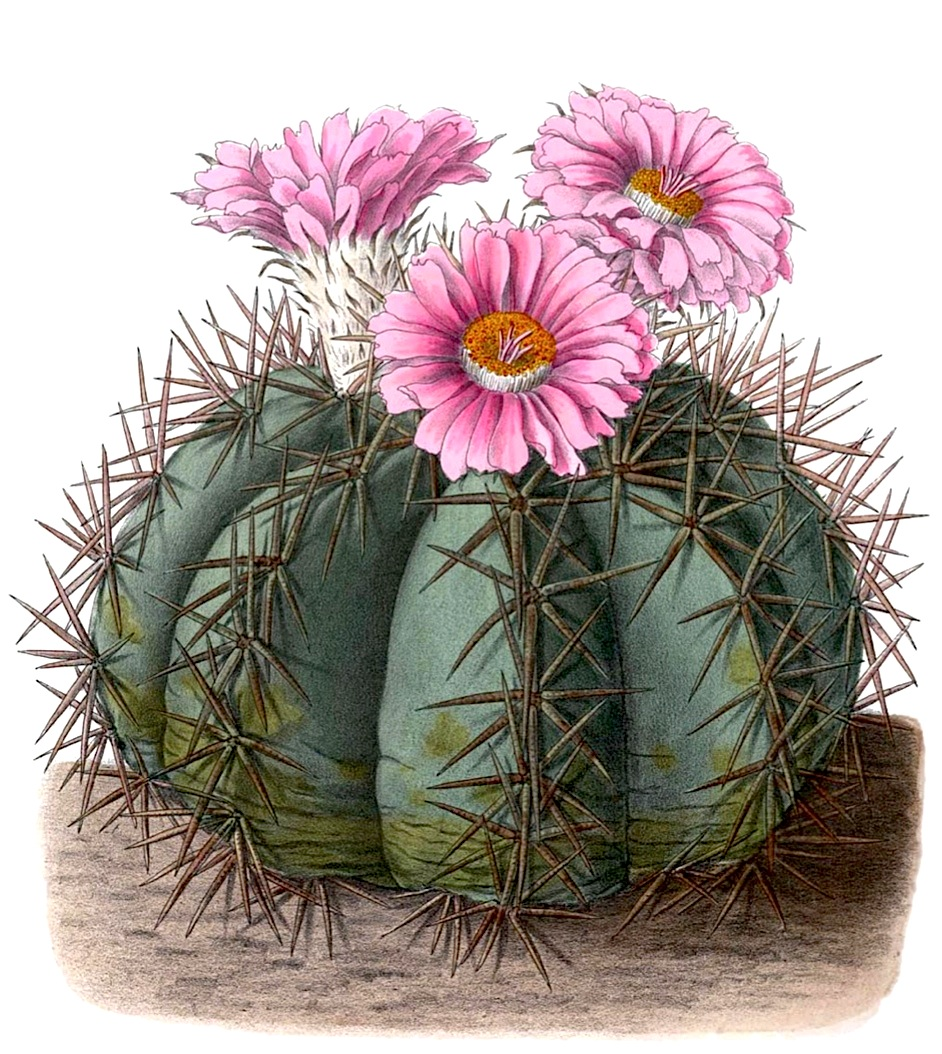
Illustration von Echinocactus horizonthalonius

Echinocactus ist eine Pflanzengattung aus der Familie der Kakteengewächse (Cactaceae). Der botanische Name der Gattung leitet sich vom lateinischen Worten echinus für ‚Igel‘ und cactus für ‚Kaktus‘ ab. Er verweist auf die kugelförmigen Triebe und deren Bedornung.

## Beschreibung
Der Körper von Echinocactus-Pflanzen ist kugelig, bei einzelnen Arten auch etwas abgeflacht oder kurz-zylindrisch. Dabei können die Pflanzen einzeln oder mehrköpfig sein, sie sind aber immer gerippt und hartfleischig. Echinocactus trägt auf dem Scheitel gelbliche Wollhaare, wodurch die Gattung leicht von den im derselben Region vorkommenden „haarlosen“ Arten der Gattung Ferocactus zu unterscheiden ist. Die großen Areolen sind länglich, bei manchen Arten geht die eine Areole unmittelbar in die nächste über. An den Areolen sitzen kräftige Dornen.
Die Blüten sind meist gelb, seltener rötlich, und erscheinen im Scheitel der Pflanzen. Auf dem Perikarpell und der Blütenröhre sitzen schmale, spitze Schuppen und wollige Areolen. Die kugeligen oder leicht länglichen Früchte sind mit Schuppen und Wolle bedeckt.

## Verbreitung und Systematik
Die Arten der Gattung Echinocactus sind im Süden der Vereinigten Staaten von Kalifornien bis Texas verbreitet. Das Verbreitungsgebiet erstreckt sich bis nach Zentral-Mexiko.
Die Gattung Echinocactus wurde 1827 von Heinrich Friedrich Link und Christoph Friedrich Otto aufgestellt. Die Typusart der Gattung ist Echinocactus platyacanthus.

### Systematik nach N.Korotkova et al. (2021)
Zur Gattung gehören die folgenden Arten:
- Echinocactus ×contractus Hildm.
- Echinocactus horizonthalonius Lem.
  - Echinocactus horizonthalonius var. horizonthalonius
  - Echinocactus horizonthalonius var. nicholii L.D.Benson
- Echinocactus platyacanthus Link & Otto

Synonyme der Gattung sind Echinofossulocactus Lawr. (1841), Brittonrosea Speg. (1923), Emorycactus Doweld (1996) und Meyerocactus Doweld (1996).

### Systematik nach Vargas et al. (2018)
Zur Gattung gehören die folgenden Arten:
- Echinocactus horizonthalonius Lem.
  - Echinocactus horizonthalonius var. horizonthalonius
  - Echinocactus horizonthalonius var. nicholii L.D.Benson
- Echinocactus platyacanthus Link & Otto

### Systematik nach E.F.Anderson/Eggli (2005)
Die Gattung Echinocactus besteht aus folgenden Arten:
- Echinocactus grusonii Hildm. ≡ Kroenleinia grusonii (Hildm.) Lodé
- Echinocactus horizonthalonius Lem.:
  - Echinocactus horizonthalonius Lem. var. horizonthalonius
  - Echinocactus horizonthalonius Lem. var. nicholii L.D.Benson
- Echinocactus parryi Engelm. ≡ Homalocephala parryi (Engelm.) Vargas & Bárcenas
- Echinocactus platyacanthus Link & Otto
- Echinocactus polycephalus Engelm. & J.M.Bigelow ≡ Homalocephala polycephala (Engelm. & J.M.Bigelow) Vargas & Bárcenas
  - Echinocactus polycephalus subsp. polycephalus ≡ Homalocephala polycephala subsp. polycephala
  - Echinocactus polycephalus subsp. xeranthemoides J.M.Coult. ≡ Homalocephala polycephala subsp. xeranthemoides (J.M.Coult.) Vargas & Bárcenas
- Echinocactus texensis Hopffer ≡ Homalocephala texensis (Hopffer) Britton & Rose

Synonyme der Gattung sind Echinofossulocactus Lawr. (1841), Homalocephala Britton & Rose (1922), Emorycactus Doweld (1996) und Meyerocactus Doweld (1996).

## Botanische Geschichte
Im 19. Jahrhundert wurden fast alle gerippten Kugelkakteen und einige gerippte Säulenkakteen unter Echinocactus geführt. In Karl Moritz Schumanns Gesamtbeschreibung der Kakteen wurden 138 nord- und südamerikanische Arten in 11 Untergattungen zusammengefasst. Nathaniel Lord Britton und Joseph Nelson Rose zählten ihrem vierbändigen Werk The Cactaceae ausschließlich nordamerikanische Kakteen zur Gattung  Echinocactus.

## Nachweise